# Río Pite
El río Pite (en sueco: Pite älv o Piteå älv, o, en lenguaje cotidiano, Pite älven) es un río europeo que discurre por el norte de Suecia y desemboca en el golfo de Botnia. Tiene una longitud aproximada de 400 km y drena una cuenca de 11.200 km² (similar a países como Catar, Gambia o Jamaica).

## Geografía

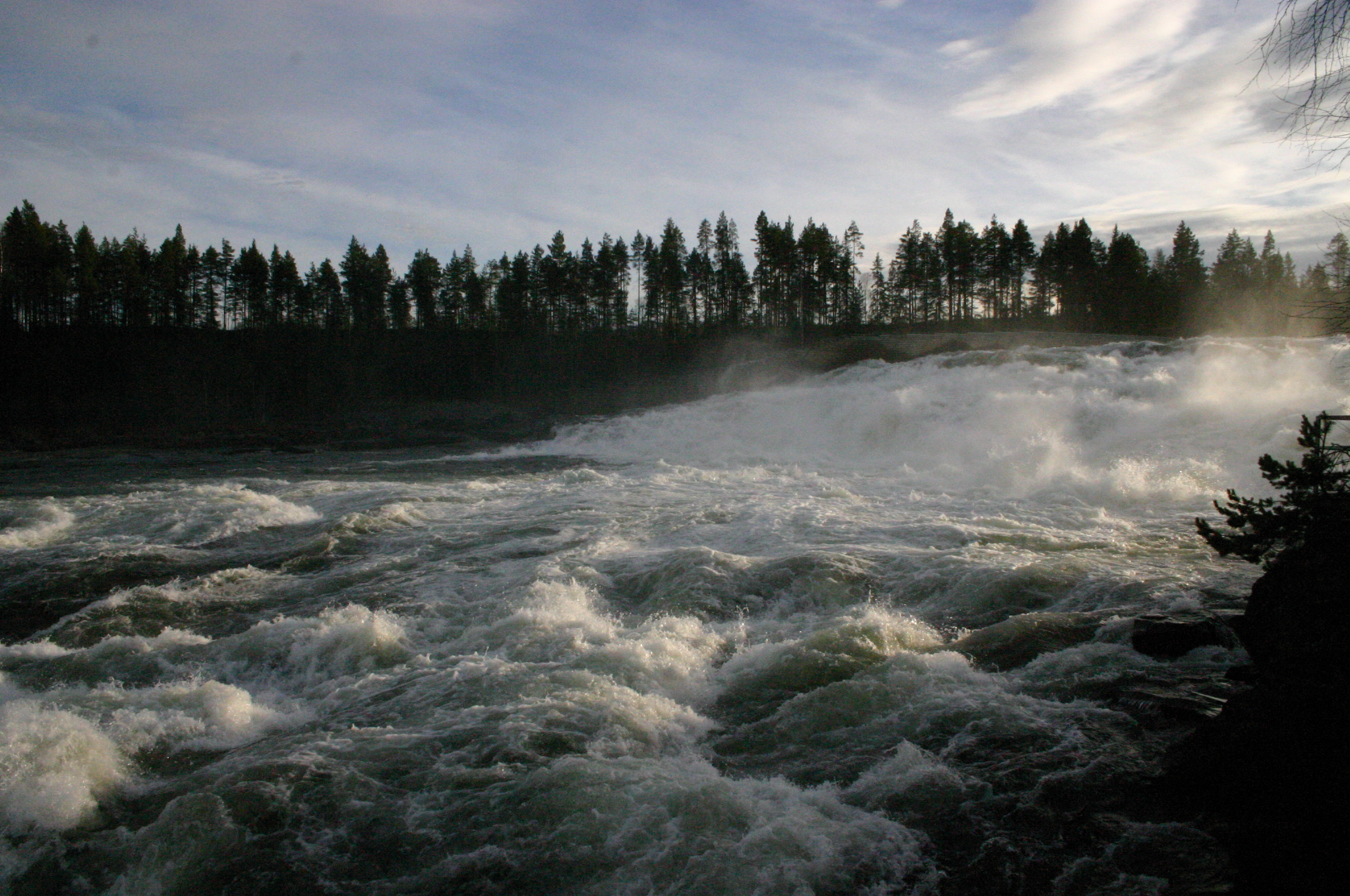
La zona de rápidos de Storforsen (noviembre de 2005).

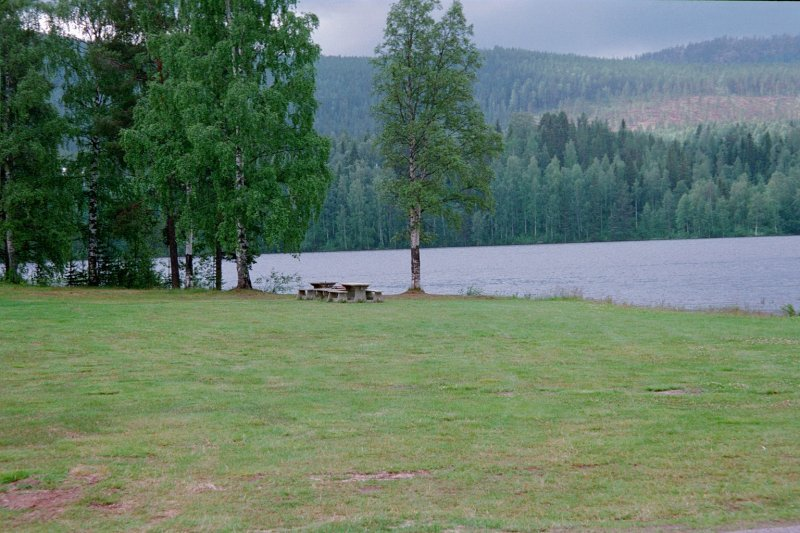
El río en Vidsel.

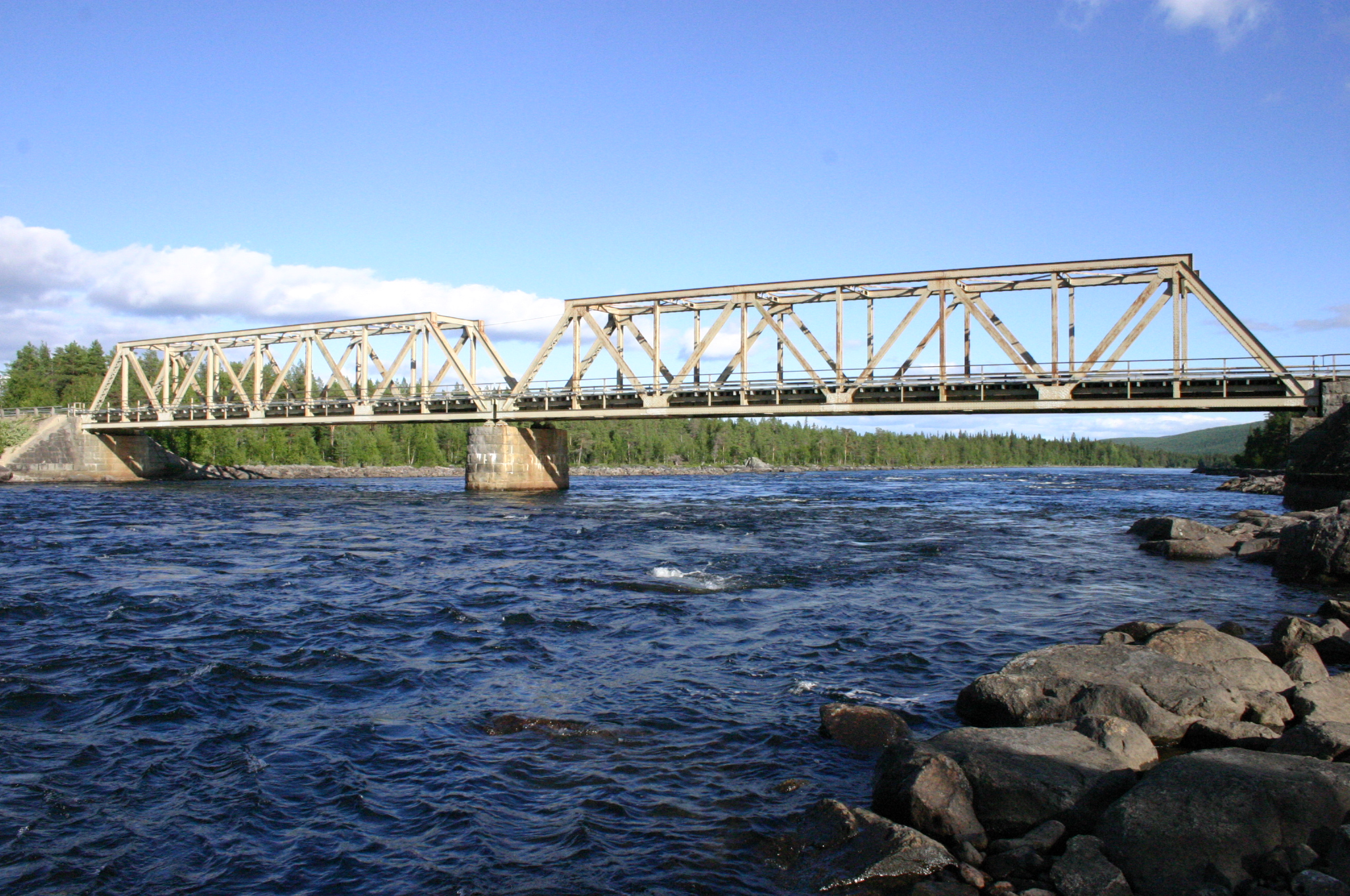
Puente sobre el río Pite (agosto de 2004).

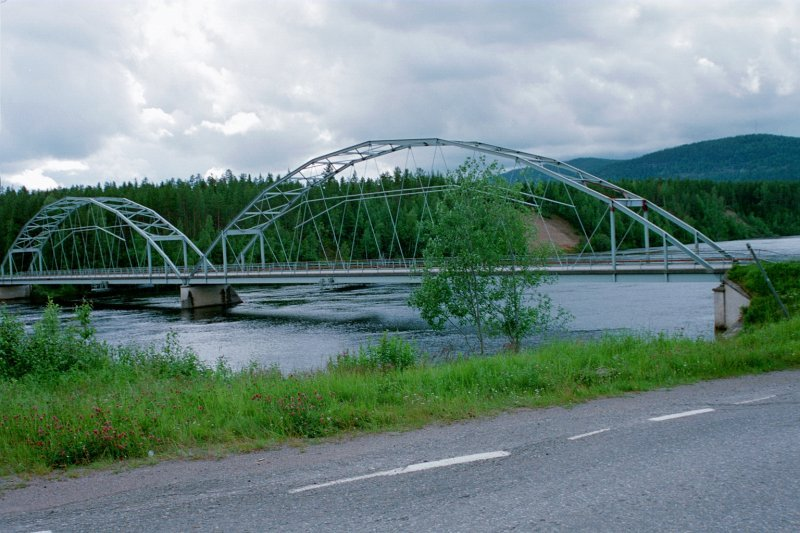
Puente sobre el río Pite (agosto de 2004).

El río Pite nace cerca de la frontera noruego-sueca, en los Alpes escandinavos, en la parte suroccidental de la provincia de Norrbotten. Discurre en dirección sureste atravesando la región de la Laponia sueca. Pasa por alguno de los grandes lagos orientales de Suecia, como Tjeggelvas, Vuolvojaure y Labbas, en el municipio de Jokkmokk. Desemboca en la costa oriental, en el golfo de Botnia, en el municipio de Piteå. Atraviesa las localidades de Älvsbyn (5.042 hab. en 2005) y en la desembocadura, Piteå (22.650 hab. en 2005).
Sus principales afluentes son los ríos Abmoälven (80 km), Varjisån (80 km), Vistån y Lillpiteälven (90 km).  
El río Pite es uno de los cuatro grandes ríos de Norrland, en el norte de Suecia, que está afectado por la construcción de centrales de energía hidroeléctrica.
Su mayor caída de agua está en Storforsen, que con un caudal medio de 250 m³/s es una de las zonas de rápidos más caudalosas de Europa (en verano alcanza los 870 m³/s y en 1995 llegó a los 1.200 m³/s). Se ha convertido en uno de los destinos turísticos más populares de Norrbotten, en el municipio de Älvsbyn.
El río Pite es el quinto río en longitud de la provincia de Norrbotten, tras el río Torne (522 km), el río Lule (con 460,81 km), el río Kalix (con 460,65 km) y el río Skellefte (con 410 km).